# Katholische Kirche Vella

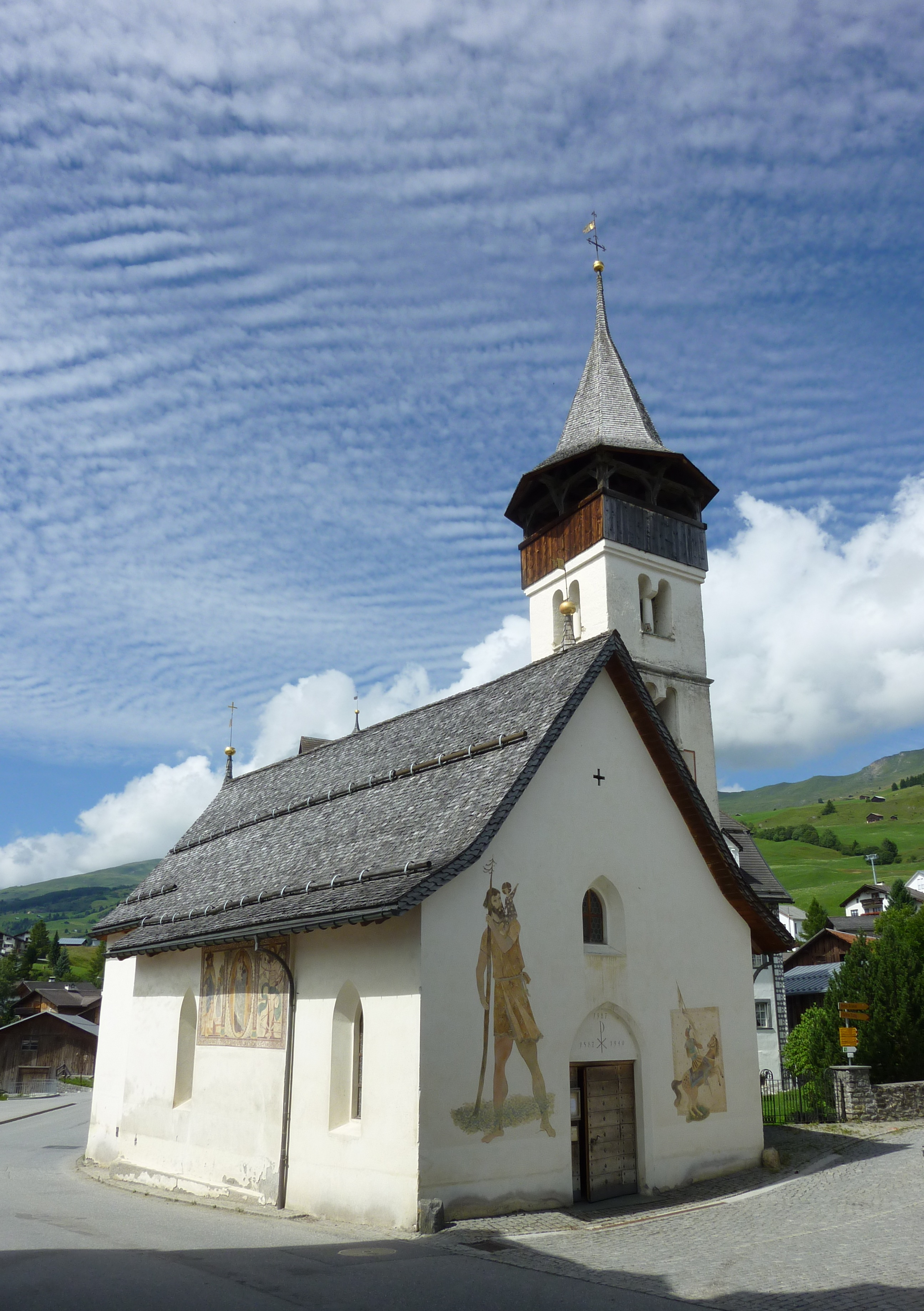
Katholische Kirche Vella

Die Katholische Kirche in Vella Sogn Roc im Val Lumnezia im schweizerischen Kanton Graubünden wurde in den Jahren ab 1587 erbaut.

## Geschichte
Gemäss einer Inschrift an der Nordwestwand wurde sie während einer Pestwelle durch den Patrizier Gallus de Mont zu Löwenberg aufgrund eines Gelübdes gestiftet. Geweiht ist sie der Muttergottes und den Pestheiligen Rochus und Sebastian.
Am 16. August 1592 wurde sie durch Bischof Petrus Raschèr geweiht. Der Turm stammt aus dem Jahr 1643. 1939 wurde die Kirche um 3,25 Meter verlängert. Nach dem Ausbau der Kantonsstrasse wurde die Sakristei 1887 an den Chorschluss versetzt, 1972 kam sie an die Nordostwand zu stehen und war mit dem Turm verbunden. Renovationen fanden 1930 (Altar), 1939/1940, 1987 (aussen) und 1991 (innen) statt.

## Bau
Das Kirchengebäude ist ein nach Südwesten gerichteter Bau mit eingezogenem Chor und Satteldach. Die Malereien an der Frontseite sind aus dem Jahr 1940 und stammen von Alois Carigiet, die 1940 durch Giacomo Zanolari ergänzten und restaurierten Bilder an der Längsseite stammen von Hans Ardüser. Die offene Glockenstube des Turmes ist gezimmert und trägt einen achteckigen Spitzhelm. 1987 wurde die alte Turmuhr wiederentdeckt und restauriert.
Der Chor ist mit einem unechten Rippengewölbe aus Stuck überdeckt. Die Holzdecke wurde 1991 unter Berücksichtigung der spätgotischen Decke neu erstellt. Der Flügelaltar wurde 1601 im Auftrag des Landeshauptmanns Gallus de Mont von Hans Ardüser gemalt, der ursprünglich das ganze Kirchenschiff ausgemalt hatte. Reste einer Verkündigungsszene finden sich an der Chorbogenwand. Der Altar der Kirche in Vella ist der einzige existierende Altar von Ardüser. 
Ursprünglich hatte die Kirche zwei kleine Glocken aus dem Jahr 1587. Die grössere hängt jetzt in der Kapelle St. Carlo Borromeo oberhalb Morissen, die kleinere hat einen Sprung und hängt im alten Pfarrhaus in Pleif. Die drei jetzigen Glocken stammen aus den Jahren 1643 und 1641. 

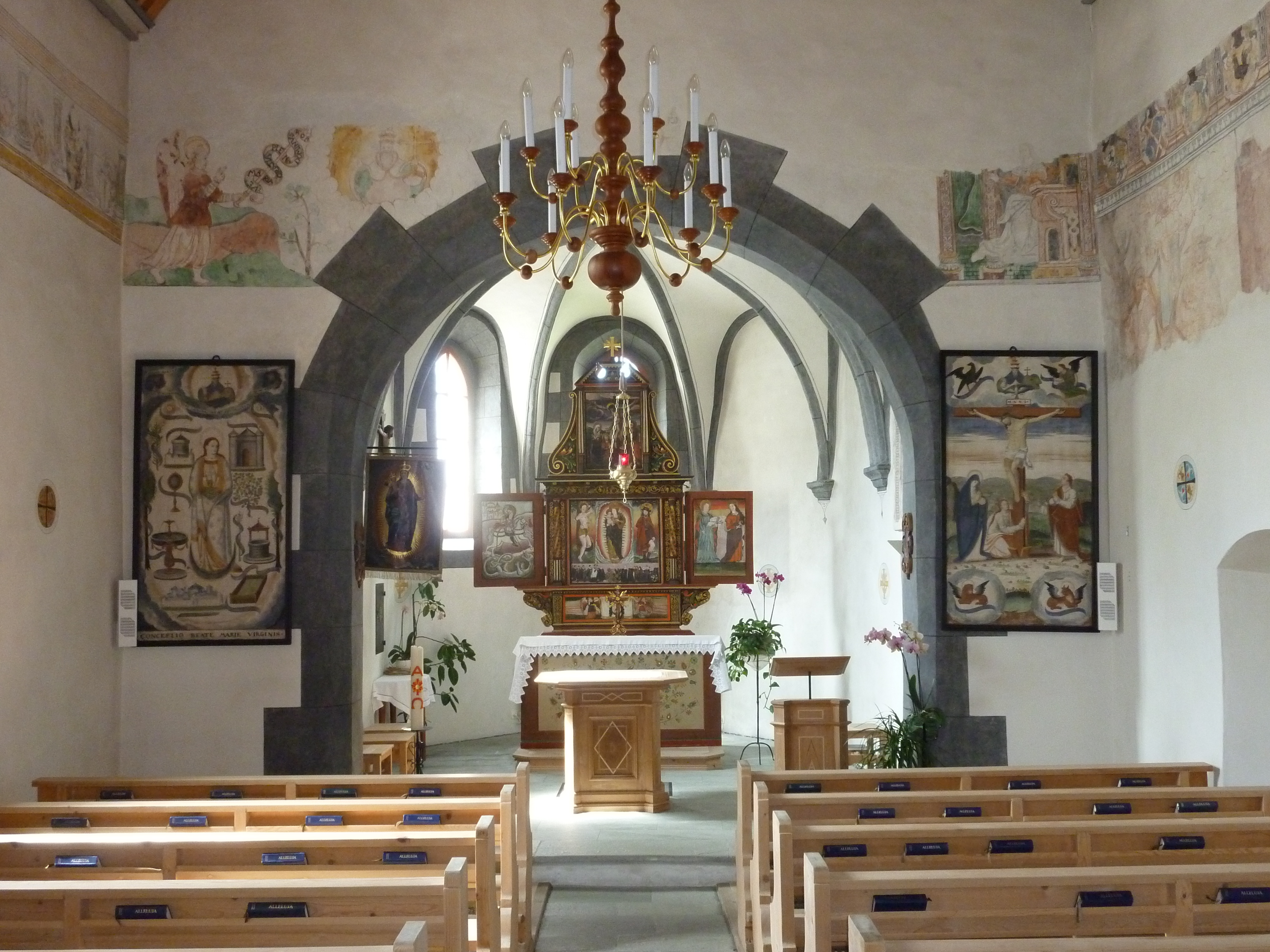
Innenraum
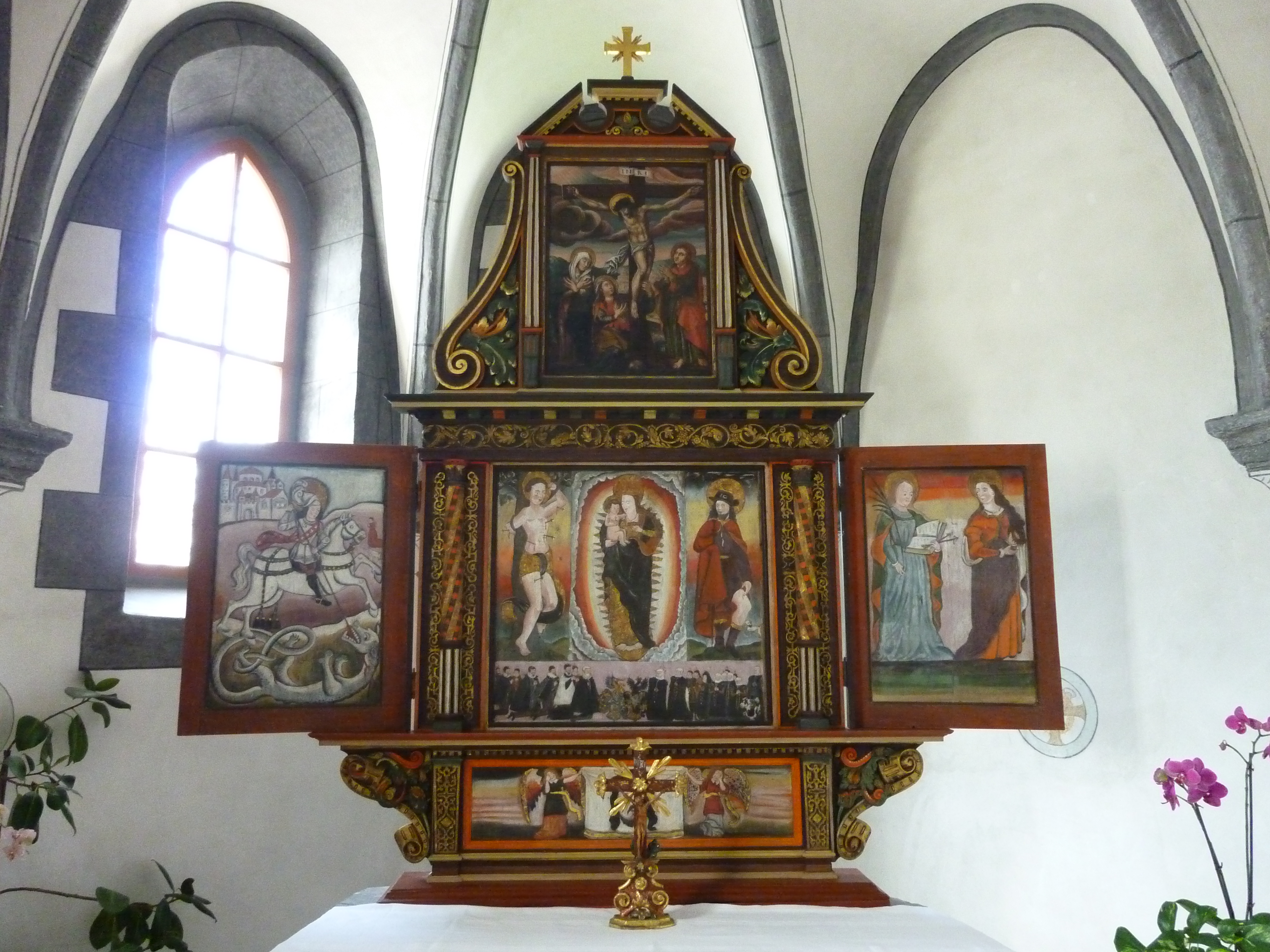
Altar von Hans Ardüser
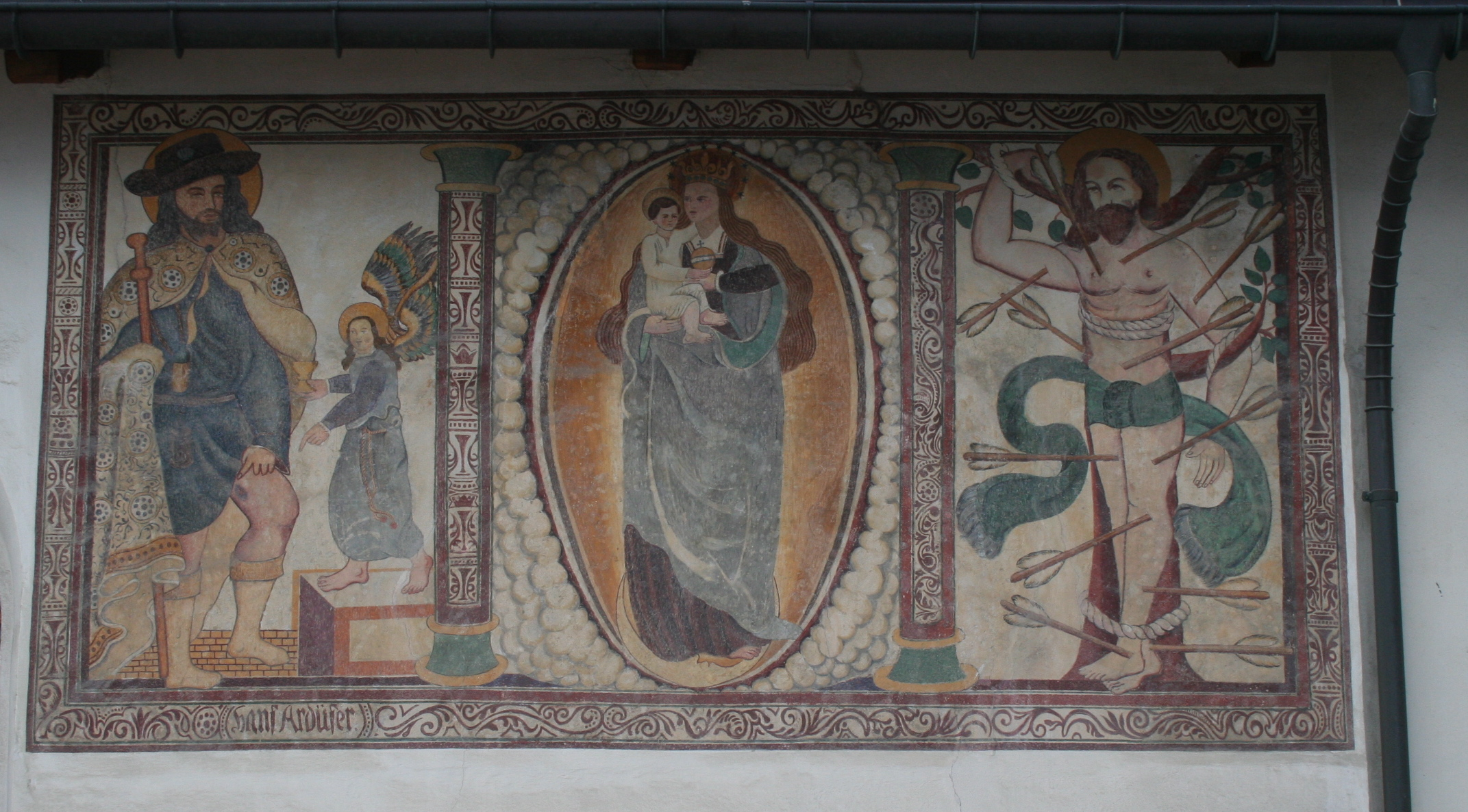
Malereien von Hans Ardüser
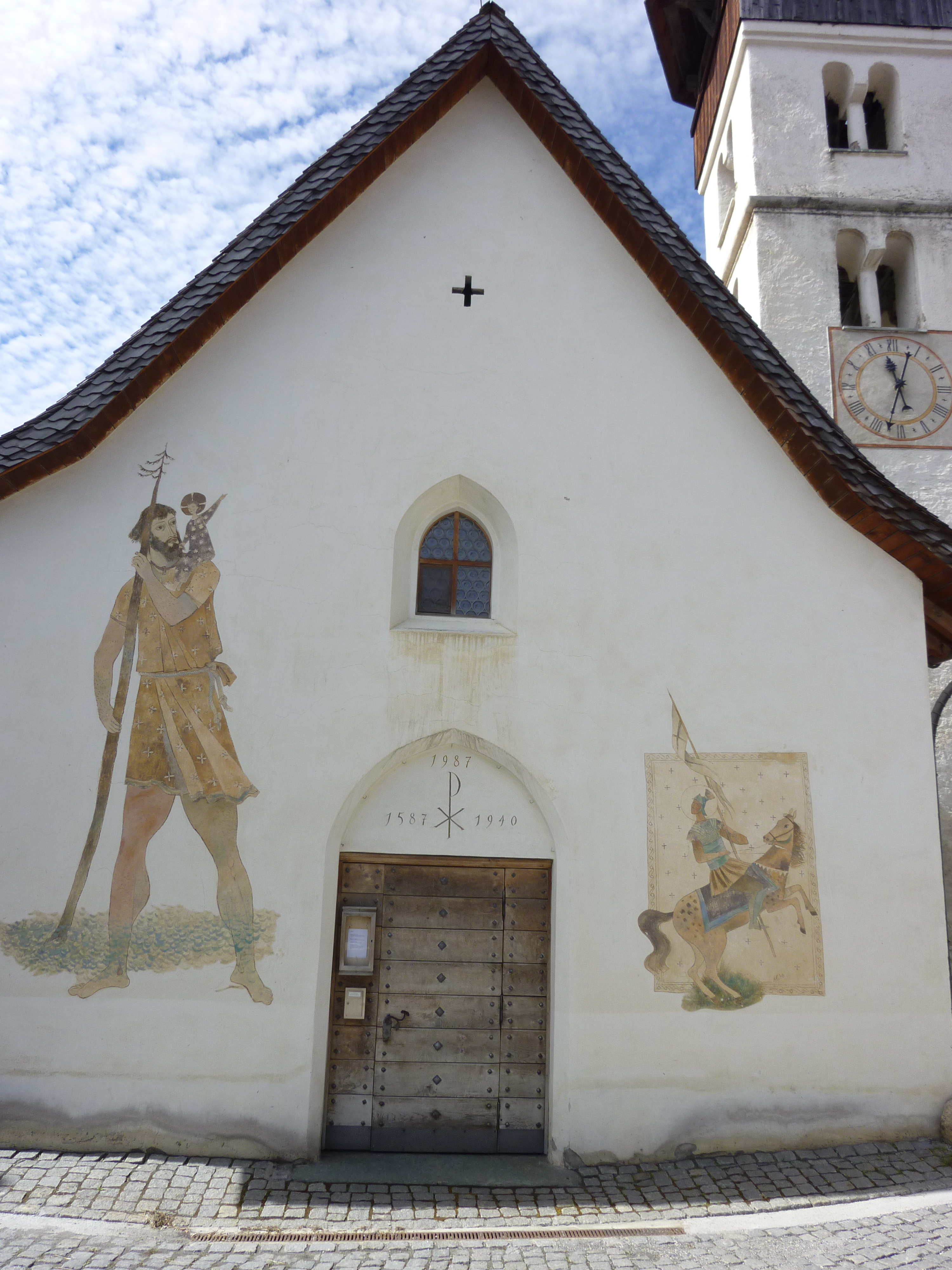
Bilder von Alois Carigiet: Christophorus und der Talpatron St. Mauritius